# Hart Hanson
Hart Hanson (nacido el 26 de julio de 1957 en Burlingame, California) es un guionista y productor estadounidense. Se recibió con un B.A. de la Universidad de Toronto y un MFA de la Universidad de la Columbia Británica, donde enseñó brevemente. Es el creador, productor ejecutivo y guionista de la serie de televisión Bones.

## Filmografía
- African Skies (1991), Guionista.
- Trust in Me (1994), Guionista.
- Trust in Me (1994), Guionista.
- Guitarman (1994), Guionista.
- Whale Music (1994), Story Editor.
- Candles, Snow & Mistletoe (1993), Guionista.
- Expert Witness (2003), productor Ejecutivo.
- Nobody's Business (1995), Guionista.

### Televisión
- Neon Rider (1991), Guionista.
- The Odyssey (1992-1994), Guionista, Director, Story Editor.
- Road to Avonlea (1992-1996), Guionista.
- Ready Or Not (1993), Guionista.
- North of 60 (1994-1996), Guionista.
- Street Legal (1994), Guionista.
- Trust in Me (1994), productor Asociado.
- Traders (1996-2000), Guionista, Supervising Producer.
- The Outer Limits (1997), Guionista.
- Stargate SG-1 (1997-1999), Guionista.
- Cupid (1998-1999), Guionista, Productor Supervisador/Consultor.
- Snoops (1999), Coproductor Ejecutivo.
- Judging Amy (2000-2003), Guionista, Productor Ejecutivo/Consultor
- Joan of Arcadia (2003-2004), Guionista, Productor Consultor.
- Bones (2005-2017), Creator, Guionista, Productor Ejecutivo.
- The Finder (2012)

## Premios y nominaciones
Hanson ha ganado cuatro Premios Gemini.